# Hugues de Lionne
Hugues de Lionne (Grenoble, 11 octobre 1611 - Paris, 1er septembre 1671), marquis de Fresnes (Ecquevilly depuis le XVIIIe siècle), seigneur de Berny, est un diplomate et ministre d'État sous le règne de Louis XIV.

## Biographie

### Carrière diplomatique
Issu d'une famille noble du Dauphiné, fils d'Artus de Lionne (1583-1663) et d' Isabelle, sœur d’Abel Servien. L'un de ses fils est Artus de Lionne (1655-1713). Son père devenu veuf dès 1612 entre dans les ordres en 1614 et c'est son oncle maternel qui l'élève et lui apprend son métier de diplomate.
Celui-ci le fait entrer dans la diplomatie à l'âge de vingt ans. Il commence par participer avec lui aux négociations de Cherasco. Il le suit ensuite à Paris et devient son premier commis en 1632. Il le reste jusqu'à la disgrâce de son oncle en 1636. Il se retire alors en Italie jusqu'en 1639 où il rencontre Mazarin et se lie avec lui. Cette relation fait sa fortune. Mazarin en fait son principal collaborateur pour les affaires étrangères.
En 1642, Mazarin l'envoie en mission en Italie pour réconcilier le duc de Parme et la papauté. Il épouse le 10 septembre 1645 Paule Payen, fille de Paul, trésorier de France à Orléans, qui lui apporte 500.000 livres de dot ; mais elle se montra prodigue et débauchée selon Bussy-Rabutin. Madame de Sévigné écrit à son propos, «J'ai ouï parler quelquefois de parties carrées dans un lit, même d'un homme entre deux guenipes de rempart, mais non pas encore d'un galant entre la mère et la fille...». Le 18 août 1646, il devient secrétaire des commandements de la régente Anne d'Autriche.
Le 22 juillet 1651, il doit se retirer en Normandie par ordre du roi. Le 22 février 1653, il est rappelé à la cour et entre au service du roi. Anti-dévôt et épicurien, il achète la même année le château de Berny dans lequel, comme son ami Fouquet, il donnera de somptueuses fêtes. Il est nommé Prévôt et maître des cérémonies de l'ordre du Saint-Esprit jusqu'en 1657.
En 1654, il est ambassadeur extraordinaire à Rome pour l'élection du pape Alexandre VII. En 1656, il est à Madrid pour les préliminaires de paix entre l'Espagne et la France. Le 2 juin 1657, il est envoyé avec le duc de Grammont[Lequel ?] comme ambassadeur extraordinaire et plénipotentiaire dans toute l'étendue de l'Empire et tous les royaumes du Nord. En 1658, il est à Francfort, pour créer la Ligue du Rhin, après l'élection de l'empereur Léopold Ier et, en 1659, est le négociateur du traité des Pyrénées  qui clôt la guerre de Trente Ans.
Lorsque Don Pedro Coloma (négociateur pour le roi d'Espagne) dit qu'il n'y avait qu'à recopier mot à mot le contrat de feu Louis XIII avec la reine mère Anne d'Autriche (fille de Philippe III), De Lionne fait changer une clause qui permit plus tard à Louis XIV de placer son petit-fils sur le trône d'Espagne. À la tête de l'article de la renonciation on met les paroles suivantes : « moyennant le paiement desdits cinq cent mille écus d'or… la sérénissime infante Marie-Thérèse (fille de Philippe IV) renonce à ses droits à la couronne d'Espagne ». Pour l'une comme pour l'autre l'Espagne ne paya jamais la dot.

### Ministre d'État et secrétaire d'État aux Affaires Étrangères
Le 23 juin 1659 il est nommé ministre d'État. En mars 1661, avec Le Tellier et Nicolas Fouquet, il fait partie des trois ministres d'État chaudement recommandés au roi par Mazarin avant de mourir. Quelques jours plus tard, il conclut le mariage de Monsieur, frère de Louis XIV avec Henriette d'Angleterre, sœur du roi Charles II.
Dans la nuit du 8 au 9 mars 1661, à deux heures du matin, le cardinal Mazarin meurt. Le 10 mars commence ce qu'on a appelé la prise du pouvoir par Louis XIV. Il convoque les ministres au Conseil et leur fait part de sa décision de gouverner lui-même. Il modifie la composition des Conseils :
- le Conseil des « affaires du dedans du royaume » reprenant les attributions de l'ancien « Conseil des dépêches », comprenant sept personnes en plus du roi : le chancelier, le surintendant, les secrétaires d'État et Hugues de Lionne ;
- le Conseil des affaires qui allait s'appeler le Conseil d'en haut ne comprenant que trois personnes en plus du roi : Michel Le Tellier, Nicolas Fouquet et Hugues de Lionne. Ils prennent alors le titre de ministre d'État.

Le second acte de cette prise du pouvoir a été l'éviction de Nicolas Fouquet arrêté à Nantes le 5 septembre 1661 et son remplacement par Jean-Baptiste Colbert.
Dans le quartier du Palais-Royal en 1661, Hugues de Lionne se fait construire l'hôtel de Lionne par Michel Villedo comme entrepreneur et Louis Le Vau comme architecte, rue Neuve des Petits-Champs (actuelle rue des Petits-Champs), entre les rues Sainte-Anne et de Gaillon. L’hôtel a été détruit en 1827 en vue de la réalisation du passage Choiseul et de la construction de la salle Ventadour.
En 1662, il négocie l'alliance franco-hollandaise contre l'Espagne, et rachète Dunkerque aux Anglais. Il négocie avec le duc de Lorraine Charles IV la cession du duché de Lorraine au roi de France par le traité de Montmartre signé le 6 février 1662 mais qui ne sera pas appliqué. Le 3 avril 1663, il est nommé secrétaire d'État aux Affaires étrangères, poste qu'il gardera jusqu'à sa mort le 1er septembre 1671.
Le 14 février 1667, il obtient pour son fils, Berny, la survivance de sa charge de secrétaire d'État aux Affaires étrangères. Cependant les revenus qu'offraient son département ne lui permettaient pas de se créer une clientèle importante comme le pouvaient Colbert et Le Tellier. Ancien ami de Fouquet, Lionne chercha alors à se approcher de Le Tellier.
En 1667, il contribue au traité de Bréda puis au traité d'Aix-la-Chapelle en 1668. Les différentes modifications de l'administration du royaume entre 1661 et 1669 vont entraîner des changements dans la répartition des domaines d'intervention des secrétaires d'État. Le 7 mars 1669, la marine et le commerce sont détachés des Affaires étrangères pour dépendre de Colbert. Hugues de Lionne et son fils Berny, Louis-Hugues de Lionne (1646-1708), vont être dédommagés en recevant les gouvernements de Navarre, Béarn, Bigorre et Berry, 4 000 livres d'appointements supplémentaires. Berny recevra en plus du Trésor royal 100 000 livres.
Le 1er septembre 1671, Hugues de Lionne meurt à 59 ans, en laissant sa charge à son fils Louis-Hugues de Lionne qui en avait la survivance. Mais celui-ci n'est pas jugé assez compétent par le roi qui le force à renoncer à cette charge en échange de celle bien moins importante de maître de la garde-robe et une compensation financière. Le successeur de Lionne sera donc son ami Pomponne, alors ambassadeur en Suède. L'intérim, le temps que Pomponne revienne de Scandinavie, a été assuré par Louvois, fils de Le Tellier. Il a laissé des Mémoires.

### Préciosité et galanterie
Selon Charles-Louis Livet, il fut « l'un des plus fervents adorateurs » de Gilonne d'Harcourt dont il fréquenta le salon, Place Royale.

### Postérité
De son union en 1645 avec Paule Payen, Hugues de Lionne laisse six enfants :
- Jules-Paul de Lionne (ca 1647-1721), l'abbé de Lyonne ; abbé de Marmoutiers (et autres bénéfices).
- Louis-Hugues de Lionne (1648-1708), marquis de Berny ; maître de la garde-robe (marié, dont un fils, Charles-Hugues).
- Elisabeth-Mélanie (ca 1649-1725), religieuse visitandine à Paris.
- Madeleine (1651-1684), épouse (en 1670) François Annibal III d'Estrées, marquis de Coeuvres, depuis duc d'Estrées ; A.P.
- Paul-Luc ; chevalier de Malte.
- Artus de Lionne (1655-1713) ; missionnaire au Siam, vicaire apostolique en Chine.

## Portraits
Saint-Simon a surnommé Lionne « le plus grand ministre du règne »[réf. nécessaire].

Pour l'Abbé de Choisy : 

« Hugues de Lionne avait un génie supérieur. Son esprit, naturellement vif et perçant, s'était encore aiguisé dans les affaires, où le cardinal Mazarin l'avait mis de bonne heure; habile négociateur, que la réputation d'une trop grande finesse avait presque rendu inutile dans le commerce des Italiens, qui se défiaient d'eux-mêmes quand ils avaient à traiter avec lui. Avec beaucoup d'esprit et d'étude, il écrivait assez mal mais facilement(…) Au reste, fort désintéressé, ne regardant les biens de la fortune que comme des moyens de se donner tous les plaisirs (…) croyant regagner par sa vivacité le temps que ses passions lui faisaient perdre. Sa mort fut aussi chrétienne et pénitente que sa vie l'avait été peu. »

— Abbé de Choisy, Mémoires pour servir à l'histoire de Louis XIV, Mercure de France, 1966, rééd. 2000, p. 104).
Louis XIV a dressé ce portrait du ministre[réf. nécessaire] 

« Pas un de mes sujets n'avait été plus souvent employé aux négociations étrangères ni avec plus de succès. Il connaissait les diverses Cours de l'Europe, parlait et écrivait facilement plusieurs langues, avait des belles-lettres, l'esprit aisé, souple, adroit, propre à cette sorte de traité avec les étrangers »

[réf. nécessaire].

## Hommage
La rue de Lionne, située dans le quartier Notre-Dame à Grenoble, lui est dédiée.

### Sources et bibliographie
Marie-Nicolas Bouillet  et Alexis Chassang (dir.), « Hugues de Lionne » dans Dictionnaire universel d’histoire et de géographie, 1878 (lire sur Wikisource)
- Philippe Alexandre et Béatrix de L'Aulnoit, Pour mon fils, pour mon roi, Robert Laffont, avril 2009.